# Marco Island
Marco Island es una ciudad ubicada en el condado de Collier en el estado estadounidense de Florida. En el Censo de 2010 tenía una población de 16.413 habitantes y una densidad poblacional de 278,04 personas por km².

## Geografía
Marco Island se encuentra ubicada en las coordenadas 25°55′57″N 81°42′4″O / 25.93250, -81.70111. Según la Oficina del Censo de los Estados Unidos, Marco Island tiene una superficie total de 59.03 km², de la cual 31.44 km² corresponden a tierra firme y (46.74%) 27.59 km² es agua.

## Demografía
Según el censo de 2010, había 16.413 personas residiendo en Marco Island. La densidad de población era de 278,04 hab./km². De los 16.413 habitantes, Marco Island estaba compuesto por el 95.88% blancos, el 0.54% eran afroamericanos, el 0.1% eran amerindios, el 1.1% eran asiáticos, el 0.04% eran isleños del Pacífico, el 1.65% eran de otras razas y el 0.71% pertenecían a dos o más razas. Del total de la población el 7.08% eran hispanos o latinos de cualquier raza.